# Hen Ogledd

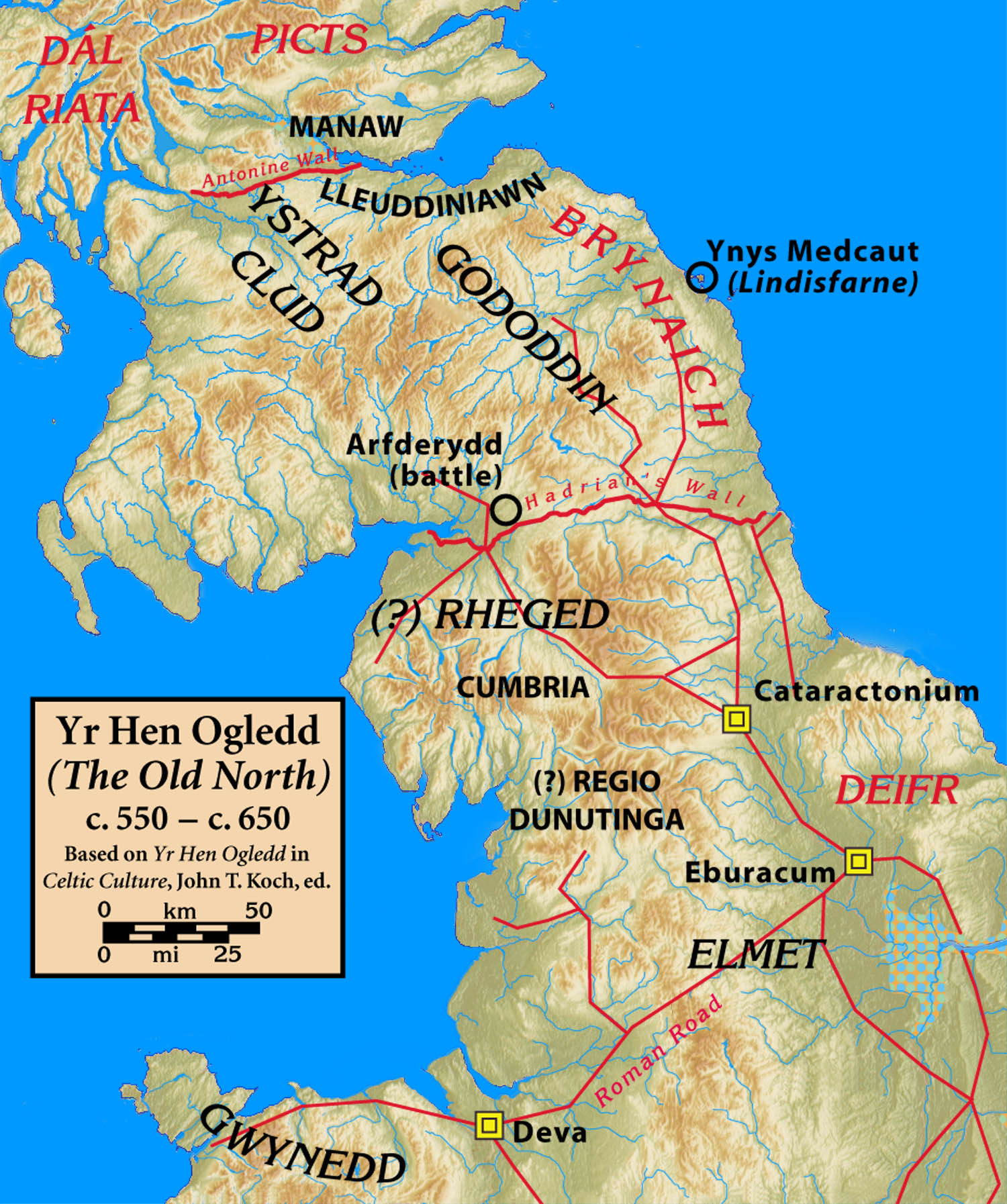
Yr Hen Ogledd (O Antigo Norte) c. 550 – c. 650

Yr Hen Ogledd (em português:  O Antigo Norte) é um termo galês utilizado por estudiosos para se referir às partes do que é hoje o norte da Inglaterra e o sul da Escócia nos anos entre 500 e as invasões viquingues de c. 800, com particular interesse nos povos de línguas britônicas que lá viviam.
O termo é derivado da poesia heroica como dito pelos bardos para o gozo e benefício dos reis galeses daquela época. Do ponto de vista relativo ao sul de Gales, estas são histórias dos Gwŷr y Gogledd (Homens do Norte), com suas relações com os grandes homens do passado dado por genealogias, como a Bonedd Gwŷr y Gogledd (Descendência dos Homens do Norte) e das genealogias harleianas. 'O Norte' se tornou 'O Antigo Norte', em reconhecimento da passagem do tempo uma vez que as obras literárias eram contemporâneos, portanto, O Antigo Norte Velho' e 'Homens do Antigo Norte'.
Na tentativa de construir uma história razoavelmente precisa das áreas que hoje compõem o sul da Escócia e o norte da Inglaterra, os estudiosos têm adotado o termo "Hen Ogledd" ou "Antigo Norte" originário da poesia heroica galesa para se referir aos reinos britônicos, como Rheged. Como é utilizado por historiadores, o termo é aplicado a uma área de pesquisa acadêmica, e não se destina a dar um peso excessivo à poesia e à genealogia que empregaram o termo pela primeira.

## Antecedentes
Quase nada é conhecido de forma confiável sobre a região central da Grã-Bretanha antes de c. 550. Nunca houve um eficaz controle romano em longo prazo das terras ao norte do rio Tyne. O controle efetivo dos romanos na fronteira Solway, e ao sul dessa linha terminou muito antes da partida tradicional dos militares romanos da Britânia em 407. Observou-se nos escritos de Amiano Marcelino e de outros, que houve um controle romano cada vez menor a partir do século II, e nos anos após 360 houve uma desordem generalizada e o abandono permanente em grande escala do território pelos romanos.
Em 550, a região era controlada pelos povos de línguas britônicas, exceto as áreas costeiras do leste, que eram controladas pelos povos anglos da Bernícia e Deira. Ao norte habitavam os pictos, com o reino de Dál Riata controlado pelos irlandeses, a noroeste. Todos esses povos teriam um papel na história do Antigo Norte.

### Contexto histórico
De uma perspectiva histórica a imagem dos Homens do Norte como britânicos nativos na defesa contra os intrusos anglo-saxões é uma visão partidária. As guerras internas eram frequentes, e os britânicos eram agressores, bem como defensores, como servia também de verdade para os anglos, os pictos, e os gaels. No entanto, essas histórias galesas do Antigo Norte, que falam de lutas de britânicos contra anglos têm uma contrapartida, contada do lado oposto. A história do desaparecimento dos reinos do Antigo Norte é a história da ascensão da Nortúmbria, a partir da fusão de dois reinos costeiros, para se tornar uma grande potência no norte da Grã-Bretanha com domínio desde o estuário do Humber até o sul dos firths de Clyde e de Forth.

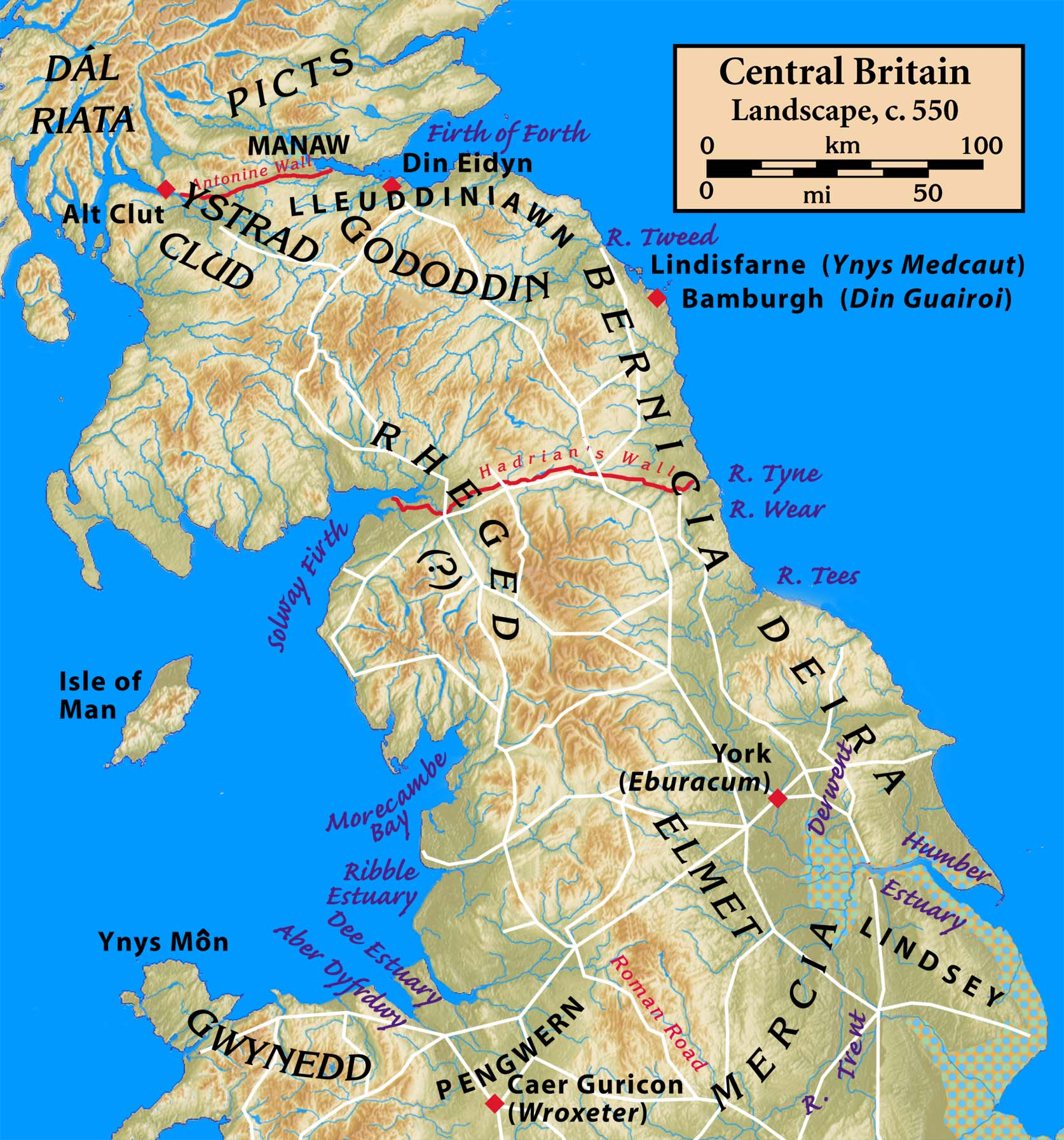
A Região Central da Grã-Bretanha, c. 550

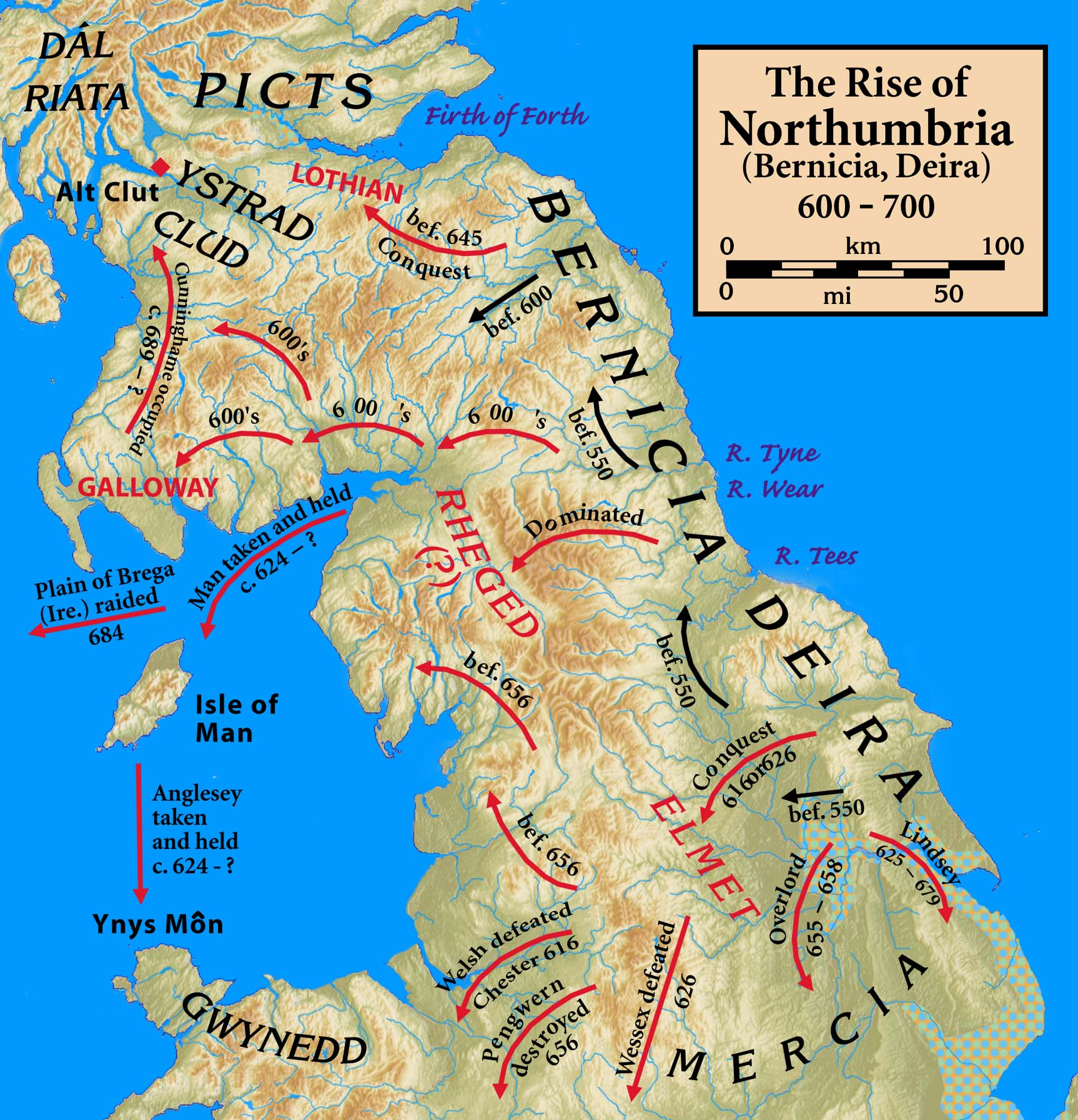
A expansão da Nortúmbria (Bernícia, Deira), 600 – 700

Os interesses dos reinos desse período não se restringiam às suas imediações. As alianças não eram feitas apenas dentro dos mesmos grupos étnicos, nem as inimizades estavam restritas aos grupos étnicos diferentes vizinhos. Uma aliança de britânicos lutou contra outra aliança de britânicos na batalha de Arfderydd. Áedán mac Gabráin de Dalriada aparece na Bonedd Gwŷr y Gogledd, uma genealogia entre os nobres dos Homens do Norte. A Historia Brittonum afirma que o rei da Nortúmbria, Osvio se casou com uma britânica que pode ter tido alguma ascendência picta. Um casamento entre famílias reais nortúmbrias e picta produziria o rei picto Talorgano. Áedán mac Gabráin lutou como um aliado dos britânicos contra os nortúmbrios. Cadwallon de Venedócia aliou-se com Penda da Mércia para derrotar Eduíno da Nortúmbria.
A conquista e a derrota não significam, necessariamente, a extirpação de uma cultura e sua substituição por outra. A região britônica do noroeste da Inglaterra foi absorvida pela Nortúmbria angla, no século VII, que ressurgiria trezentos anos mais tarde, como Cúmbria do Sul, unindo-se à Cúmbria do Norte (Strathclyde) para formar um único estado.

### Contexto social
A organização dos Homens do Norte era tribal, baseada em grupos de parentescos de famílias extensas, devido a uma submissão à família 'real' dominante, às vezes indiretamente por meio de relações de cliente, e recebendo proteção em troca. Para os povos celtas, esta organização esteve ainda em vigor centenas de anos mais tarde, como representado nas leis irlandesas Brehon, nas leis galesas de Hywel Dda, e nas leis escocesas inter Brettos et Scottos. O Direito anglo-saxão dos germanos tinha origens culturais diferentes, mas com muitas semelhanças com o Direito celta. Assim como o Direito celta, era baseado na tradição cultural, sem qualquer relação perceptível com a ocupação romana da Grã-Bretanha.
A principal corte real (em galês:  llys) seria mantida como uma 'capital', mas não era o centro administrativo burocrático da sociedade moderna, nem o povoado ou civitas do governo romano. Como governante e protetor de seu reino, o rei manteria múltiplas cortes em todo o seu território, viajando entre elas para exercer a sua autoridade e para atender às necessidades de seus clientes, como na distribuição da justiça. Este antigo método de distribuição de justiça sobreviveu durante toda a Inglaterra como parte do processo real até as reformas de Henrique II (que reinou de 1154 a 1189) que modernizou a administração do Direito.

## Língua
A ciência moderna utiliza o termo cúmbrico para a variedade da língua britânica falada no Hen Ogledd. Parece ter sido muito intimamente relacionada com o galês antigo, com algumas variações locais. Não há textos sobreviventes escritos no dialeto; evidência para isso vem de topônimos, nomes próprios em algumas inscrições antigas e em fontes posteriores não cúmbricas, em dois termos na Leges inter Brettos et Scottos, e o corpo de poesia pelo cynfeirdd, os "primeiros poetas", quase todos relacionados ao norte.
A poesia cynfeirdd é a maior fonte de informação, e é geralmente aceito que uma parte do corpo foi composto inicialmente em norte antigo. Porém, ele sobrevive inteiramente em manuscritos posteriores criados em galês, e não se sabe como eles são fiéis aos originais. Ainda assim, os textos contêm variações perceptíveis que distinguem o discurso do galês contemporâneo. Em particular, esses textos contêm uma série de arcaísmos - características que parecem ter sido outrora comum em todas as variedades britônicas, mas que depois desapareceram do galês e dos dialetos do sudoeste. Em geral, porém, as diferenças parecem ser muito pequenas, e a distinção entre cúmbrico e galês antigo é em grande parte geográfica e não linguística.
O cúmbrico desapareceu gradualmente quando a área foi conquistada pelos anglo-saxões, e mais tarde pelos escoceses e nórdicos, apesar de ainda ter sobrevivido no Reino de Strathclyde, centrado em torno de Alt Clut no que agora é Dumbarton, na Escócia. Kenneth H. Jackson sugeriu que ele ressurgiu na Cúmbria no século X, quando Strathclyde estabeleceu hegemonia sobre aquela área. Não se sabe quando o cúmbrico foi finalmente extinto, mas a série de sistemas de contagem de origem celta registrado no norte da Inglaterra desde o século XVIII têm sido proposto como evidência de uma sobrevivente de elementos do cúmbrico; embora o ponto de vista tenha sido amplamente rejeitado por motivos linguísticos, com evidências que apontam para o fato de que ele foi importado para a Inglaterra após a era do inglês antigo.

## Interesse galês
Uma das histórias tradicionais relacionadas com a criação do País de Gales é derivada da chegada em Gales de Cunedda e seus filhos como 'Homens do Norte'. O próprio Cunedda é considerado o progenitor da dinastia real de Venedócia, um dos maiores e mais poderosos dos reinos medievais galeses, e um participante da história do Antigo Norte. Cunedda, aliás, é representado como um descendente de um dos generais de Máximo, Paterno, que Máximo nomeou como comandante em Alt Clut. Porém, a relação entre Gales e o Antigo Norte é mais substancial do que este evento único, na ordem de uma auto-percepção de que os galeses e os Homens do Norte são um só povo.
Muitas das fontes tradicionais de informação sobre o Antigo Norte, acredita-se ter chegado ao País de Gales vindas do Antigo Norte, e por meio dos  bardos, como Aneirin (o renomado autor de Y Gododdin) que provavelmente tenham sido poetas na corte do Antigo Norte. Essas histórias e bardos são tidos serem menos galeses que as histórias e bardos que eram realmente de Gales.

## Natureza das fontes
Uma relação de passagens das fontes literárias e históricas, particularmente relevantes para o Antigo Norte, pode ser encontrada no artigo Wales and the Britons of the North de Edward Anwyl. Uma introdução um tanto datada para o estudo da poesia galesa antiga pode ser encontrada em seu artigo de 1904 Prolegomena to the Study of Old Welsh Poetry.